# استیل تاون
استیل تاون (انگلیسی: Steel Town) یک فیلم اکشن نوآر آمریکایی محصول ۱۹۵۲ به کارگردانی جرج شرمن با بازی ان شرایدن، جان لوند و هاوارد داف است.